# Liste der Sultane von Brunei
Der Sultan von Brunei ist das Staatsoberhaupt von Brunei. Die königliche Stammlinie kann bis ins 15. Jahrhundert zurückverfolgt werden.

## Geschichte
Die Anfänge der Dynastie liegen im Dunkeln. Zudem gab es Bemühungen, die Frühgeschichte zu islamisieren. Viele ältere Mitglieder des Hauses Bolkiah beanspruchen, dass ihre Vorfahren die BaHassan und BaAlawi Saadah aus Tarim und Hadramaut im Jemen seien. Aufzeichnungen und genealogische Tabellen über die Sultane von Brunei, die Batu Tarsilah, entstanden erst ab 1807.

## Sultane
- Muhammad (Amtszeit 1363–1402[2] oder 1405–1415)
- Ahmad (1408–1425[2] oder 1415–1425)
- Sharif Ali (1425–1433[2])
- Sulaiman (1432–1484[2])
- Bolkiah (1485–1524[2])
- Abdul Kahar (1524–1530[2])
- Saiful Rijal (1533–1581[2])
- Shah Berunai (1581–1582[2])
- Hassan (1582–1598[2])
- Abdul Jalilul Akbar (1598–1659[2])
- Abdul Jalilul Jabbar (1659–1660[2])
- Muhammad Ali (1660–1661[2])
- Abdul Mubin (1661–1673[2])
- Muhyiddin (1673–1690[2])
- Nassaruddin (1690–1710[2])
- Hussin Kamaluddin (1710–1730 und 1737–1740[2])
- Muhammad Alauddin (1730–1737[2])
- Omar Ali Saifuddin I. (1740–1778[2])
- Muhammad Tajuddin (1778–1804 und 1804–1807[2])
- Muhammad Jamalul Alam I. (1804[2])
- Muhammad Kanzul Alam (1807–1826[2])
- Muhammad Alam (1826–1828[2])
- Omar Ali Saifuddin II. (1828–1852[2])
- Abdul Momin (1852–1885[2])
- Hashim Jalilul Alam Aqamaddin (1885–1906[2])
- Muhammad Jamalul Alam II. (1906–1924[2])
- Ahmad Tajuddin (1924–1950[2])
- Omar Ali Saifuddin III. (1950–1967[2])
- Hassan al Bolkiah (seit 1967[2])